# Surzyki Małe
Surzyki Małe (niem. Klein Sauerken) – osada w Polsce położona w województwie warmińsko-mazurskim, w powiecie ostródzkim, w gminie Małdyty.
W latach 1975–1998 miejscowość administracyjnie należała do województwa olsztyńskiego.
Wieś wzmiankowana w dokumentach z roku 1646, jako folwark szlachecki na 10 włókach. W roku 1782 we wsi odnotowano 7 domów (dymów), natomiast w 1858 w jednym gospodarstwie domowym było 12 mieszkańców. W latach 1937–1939 było 52 mieszkańców. W roku 1973 jako majątek należały do powiatu morąskiego, gmina Małdyty, poczta Janiki Wielkie.